# William Smith (Politiker, 1751)
William Smith (* 20. September 1751 im Bucks County, Province of Pennsylvania; † 22. Juni 1837 in Spartanburg, South Carolina) war ein britisch-amerikanischer Politiker. Zwischen 1797 und 1799 vertrat er den Bundesstaat South Carolina im US-Repräsentantenhaus.

## Leben
Im Jahr 1765 kam William Smith mit seinem Vater nach South Carolina. In Spartanburg erwarb er eine Plantage, die er bewirtschaftete. Während des Unabhängigkeitskrieges brachte er es in der Kontinentalarmee bis zum Hauptmann. Später wurde er Major der Miliz von South Carolina. Nach dem Krieg bekleidete Smith in South Carolina verschiedene politische Ämter. Zwischen 1785 und 1797 war er als Bezirksrichter tätig. Von 1790 bis 1796 saß er im Senat von South Carolina. Er schloss sich der Demokratisch-Republikanischen Partei von Thomas Jefferson an.
1796 wurde Smith im sechsten Wahlbezirk von South Carolina in das US-Repräsentantenhaus gewählt, wo er am 4. März 1797 die Nachfolge von Samuel Earle antrat. Da er im Jahr 1798 auf eine erneute Kandidatur verzichtete, konnte er bis zum 3. März 1799 nur eine Legislaturperiode im Kongress absolvieren. Nach seiner Zeit im Repräsentantenhaus kehrte William Smith wieder auf seine Plantage zurück, die er weiterhin bewirtschaftete. Zwischen 1810 und 1810 war er nochmals Mitglied des Senats von South Carolina. Er starb am 22. Juni 1837 in Spartanburg.